# چشمه کوهرنگ
چشمه کوهرنگ، سرچشمه اصلی کارون و زاینده‌رود است. این چشمه، مهم‌ترین و پرآب‌ترین منبع آب شیرین ایران است که در دامنه زردکوه در استان چهارمحال و بختیاری قرار دارد. آب این چشمه به سد کوهرنگ می‌ریزد و توسط تونل اول کوهرنگ و تونل دوم کوهرنگ به زاینده‌رود منتقل می‌شود و سرریز سد باعث تشکیل رود کوهرنگ شده و به سد کارون ۴ می‌ریزد.
پیست اسکی کوهرنگ، دشت لاله‌های واژگون کوهرنگ، چشمه دیمه، تونل کوهرنگ، ابشار شیخ علیخان، غار یخی چما، روستای پلکانی سرآقا سید، رود کوهرنگ، رود بازفت و جنگل‌های بازفت از اماکن گردشگری اطراف این چشمه هستند.

## انتقال آب به شهرکرد
فاز اجرایی طرح انتقال آب از چشمه کوهرنگ به شهرکرد، فارسان، باباحیدر، سورشجان و روستاهای مسیرخط انتقال از سال ۱۳۷۹ تا ۱۳۹۱ انجام شد. ظرفیت این خط ۵۶۰ لیتر در ثانیه است. خط لوله انتقال آب از چشمه کوهرنگ به شهرکرد به طول معادل ۹۶ کیلومتر است. دو مخزن بتنی ۵۰۰ مترمکعبی در گردنه حیدرآباد کوهرنگ و گردنه خولک شهرکرد و یک مخزن ۲۰هزار لیتری در پارک تهلیجان شهرکرد و یک مخزن ۵هزار لیتری در شهرک منظریه دارد.

## مسیر دسترسی
برای رسیدن به این چشمه باید ابتدا فاصله ۳۰ کیلومتری شهرکرد تا فارسان پیموده شود و سپس با طی مسیر ۵۰ کیلومتری به شهر چلگرد رسید و سپس ۳۰ کیلومتر از چلگرد حرکت کنید و به پشت کوه تونل اول کوهرنگ بروید.

## مرگ چشمه
به دلیل همزمانی کاهش شدید میزان بارش‌ها، خشکسالی‌های متعدد، بارش اندک برف و عدم وجود ذخایر برفی، بیش از نیمی از آب چشمه کوهرنگ خشک شده است. به گونه‌ای که هرچند دبی این چشمه در شرایط طبیعی ۱۲۰۰ لیتر بر ثانیه بود، اما ۶۰۰ لیتر بر ثانیه کسری آبدهی دارد.
این در حالی است که چشمه کوهرنگ با خط انتقال به طول ۹۶ کیلومتر، آب آشامیدنی حدود ۳۰۰ هزار نفر را در شهرستان‌های شهرکرد، فارسان و کوهرنگ تأمین می‌کند. در همین زمینه، «ساز چپ» که در مراسم عزاداری بومیان منطقه نواخته می‌شد، در سال ۱۴۰۰ خورشیدی جهت مرگ چشمه کوهرنگ، نواخته شد.

## اعتراضات بحران آب ۱۴۰۱ شهرکرد
با بارش کم سابقه باران در شهرستان کوهرنگ در نیمه دوم مرداد۱۴۰۱ و وقع سیلاب در این شهرستان، آب چشمه کوهرنگ گل آلود شد و کدورت آن به قدری بود که از مدار تأمین آب شرب خارج شد. قطعی آب در شهرکرد به مدت ۱۲–۱۳ روز ادامه یافت و توزیع آب با تانکرهای آبرسانی سیار و آب بسته‌بندی انجام شد. این واقعه باعث بحران بی‌سابقه ای در استان چهارمحال و بختیاری شد که به اعتراضات بحران آب ۱۴۰۱ شهرکرد معروف شد.
کارشنایان علت این گل آلودگی را ویژگیهای زمین ساختی این چشمه می‌دانند و معتقدند که گرمای هوا، یخچال‌های رشته کوه زاگرس که تغذیه این چشمه را برعهده دارند را نازک کرده بود و وقوع بارش شدید مردادماه۱۴۰۱ باعث آب شدن این یخچال‌ها و نفوذ آب گل آلود به این چشمه از بالادست شده است.
اما مردم منطقه دلیل گل آلودی چشمه کوهرنگ را عملیات‌های حفاری غیرقانونی شرکت آب منطقه‌ای اصفهان برای انحراف آب چشمه کوهرنگ به اصفهان می‌دانند.